# 광화문연가 뮤지컬
<광화문 연가>는 1980년대부터 대중가요계에 큰 획을 그었던 故 이영훈 작곡가(1960~2008)의 삶과 사랑 그리고 예술을 주제로 한 곡들로만 이루어진 뮤지컬이다. 그의 노래는 서정적인 멜로디와 아름다운 가사로 한국을 대표할 만한 발라드 스타일을 만들어냈다. 이영훈이 작사, 작곡하고 가수 이문세가 불렀던 스무 곡 넘는 서정적 발라드들의 향연은 '기억 소환, 추억 정산'을 표방하는 뮤지컬다운 매력을 강력히 발산한다. 이영훈이 들려준 음악은 현재의 40, 50대에게 그들의 청춘과 떼어놓을 수 없을 만큼 소중한 추억의 산물이며, 그중 다수의 곡들은 이후 후배 가수들이 리메이크해서 어린 학생들에게도 친숙한 멜로디로 남아 있다.
2막으로 구성된 <광화문연가>의 극 형식은 기형도의 대표작 '빈집'의 의장(意匠)을 차용한 것이다. 극 중 명우가 월하의 안내를 받아 기억의 빈집을 여행하는 내부의 이야기를 감싸는 액자 이야기의 형식이 바로 기형도의 시 '빈집'인 것에서 알 수 있다. <광화문 연가>의 처음과 마지막을 장식하는 월하의 대사에서 '빈집'의 시행들이 변주되어 낭되는 것에서도 알 수 있다.
잘 있거라, 더 이상 내 것이 아닌 열망들아. 장님처럼 나 이제 더듬거리며 문을 잠그네. 가엾은 내 사랑 빈집에 갇혔네— 기형도 - '빈집' 중

## 공연
- 2017.12.15. ~ 2018.01.04.: 세종문화회관 대극장
- 2018.01.20. ~ 2018.01.21.: 대전예술의전당 아트홀
- 2018.01.27. ~ 2018.01.28.: 군포문화예술회관 수리홀
- 2018.02.02. ~ 2018.02.04.: 계명아트센터
- 2018.02.09. ~ 2018.02.11.: 울산문화예술회관 대공연장
- 2018.02.23. ~ 2018.02.25.: 인천종합문화예술회관 대공연장
- 2018.03.02. ~ 2018.03.04.: 광주문화예술회관 대극장
- 2018.03.09. ~ 2018.03.10.: 안동문화예술의전당 웅부홀
- 2018.03.16. ~ 2018.03.18.: 부산시민회관 대극장

## 스태프
- 대본: 고선웅
- 작곡: 이영훈
- 연출: 이지나
- 안무: 서병구
- 음악감독: 김성수
- 편곡: 김성수
- 무대디자인: 오필영
- 음향디자인: 조영진
- 조명디자인: 신 호
- 의상디자인: 도 연
- 영상디자인: 박 준
- 분장: 김유선
- 소품디자인: 최혜진

## 수록곡
1. 가로수 그늘 아래 서면
2. 깊은 밤을 날아서
3. 소녀
4. 나의 사랑이라는 것은
5. 그게 나였어
6. 가을이 오면
7. 해바라기
8. 내 오랜 그녀
9. 서로가
10. 그게 나였어
11. 붉은 노을
12. 오늘 하루
13. 휘파람
14. 그녀의 웃음소리뿐
15. 슬픈 사랑의 노래
16. 광화문 연가
17. 회전목마
18. 옛사랑
19. 이 세상 살아가다 보면
20. 사랑이 지나가면
21. 애수
22. 영원한 사랑
23. 기억이란 사랑보다
24. 흰수염고래
25. 빗속에서

## 시놉시스
죽음 직전에 스치는 추억, 누구나 한 번쯤 생각해봤을 죽기 전 1분, 그 짧고도 긴 여행길, 추억 속 진실한 사랑을 찾는 이야기
2017년, 중년의 명우는 지금, 임종을 눈앞에 두고 응급실에서 사경을 찾아 헤매는 마지막 심폐소생 중이다.
그는 기억의 전시관을 찾아가고 그곳에서 인연을 관장하는 미지의 인물, 신(神) 월하를 만난다. 월하의 안내로 중년의 명우는 첫사랑의 기억인 수아를 만나고 젊은 시절로 되돌아간다.
월하가 중년 명우를 처음 데려간 기억 속 장면은 명우가 첫사랑 수아를 처음 만난 1984년 봄 덕수궁 사생대회. 당차고 명랑한 수아에게 반해 사랑을 키워가던 젊은 명우는 먼저 대학에 진학한 수아의 광화문에서의 시위장면을 목격하고, 폭력적인 진압에 저항하던 수아를 백골단이 폭행하고 연행한다. 명우는 경찰의 진압과정에서 수아를 보호하지 못했다는 자책감에 시달리며 차츰 수아와 멀어지게 된다. 이후 명우는 군에 입대하고 수아는 운동권에 투신한다. 두 사람의 인연은 더 깊어지지 못한 채 그리움만 깊어간다. 중년 명우는 월하와 함께 자신의 기억 속 장면을 여행하며 젊은 시절의 아쉬움과 후회, 알 수 없는 기억 속 빈집과 마주하게 되면서 월하의 안내로 환상과 기억, 현실이 교차하는 미묘한 상황 속에서 자신의 상처와 하나씩 마주한다.

## 등장 인물
- 월하: 유머러스하고 인생을 달관한 듯한 말을 아무렇게나 한다. 사람의 수많은 인연을 주선한 탓에 그 시작과 끝을 담담하게 묶고 끊는다. (정성화, 차지연)
- 중년 명우: 구김살 없이 자란 미술학도였으나 현재는 작곡가, 첫사랑의 기억을 간직한 채 추억의 노래만을 작곡한다. 현재는 임종을 눈앞에 두고 있다. (안재욱, 이건명, 이경준)
- 젊은 명우: 중년 명우의 회상 속 인물. 아직은 생각이 정리되지 않고 수줍음이 많은 청년이다. 시위 때 수아를 보호하지 못했다는 죄책감에 빠지면서 철이 들기 시작한다. 군대를 가고 실연의 아픔을 겪으면서 내면이 성장한다. (허도영, 김성규, 박강현)
- 중년 수아: 이제는 어느덧 중년이 되었다. 평범하지만 중년의 명우에게 여전히 보호본능을 느낀다. 그러나 그것이 예전의 그 감정은 아니다.(이연경, 임강희)
- 젊은 수아: 당차고 명랑하다. 학생시위대를 진압하는 장면을 보고 운동권에 투신한다. 명우와의 사랑보다는 현실인식에 대한 고뇌를 선택하면서 의식이 성장한다.(홍은주, 임민지)
- 시영: 천방지축이고 씩씩하나, 소유욕이 강하고 다소 충동적이다. 그러나 세월이 지나면서 명우를 배려할 만큼 깊이가 생겨난다.(유미, 이하나)
- 중년 중곤: 듬직함. 젊은 날에는 학구적이고 냉철한 이성의 소유자. 중년이 되면서 현실적으로 변한다. (박성훈)
- 젊은 중곤: 듬직함. 젊은 날에는 학구적이고 냉철한 이성의 소유자. 중년이 되면서 현실적으로 변한다. (김범준)